# Hoban Washburne
Hoban "Wash" Washburne é um personagem ficcional da série televisiva de ficção científica Firefly. Ele posteriormente aparece na história em quadrinhos "Serenity: Those Left Behind", uma sequência do seriado, e no filme Serenity, que é por sua vez uma sequência ao quadrinho. Interpretado por Alan Tudyk, Wash serve como o piloto da Serenity, uma nave de transporte capitaneada por Malcolm Reynolds. Ele é casado com a segunda em comando da nave, Zoe.

## Biografia do personagem

### Primeiros anos
Criado em um planeta (o nome do planeta não foi dado) com tanta poluição na atmosfera que as estrelas não eram visíveis, Wash se tornou um piloto em parte para ver o céu além de seu planeta. De acordo com a romantização de Serenity (que não é considerada canônica), Wash foi segundo em sua classe. Mr. Universe (Sr. Universo), amigo de Wash na escola de aviação, foi o primeiro da sala, já que ele havia hackeado o banco de dados com as notas da sala. Para comprar o silêncio de Wash sobre o situação (e o poupar de ser espancado por Wash), Mr. Universe propôs oferecer seus serviços a Wash sempre que ele precisasse.

### Guerra da Unificação
No comentário do DVD sobre o episódio "War  Stories", Tudyk diz que ele acredita que Wash serviu na Guerra da Unificação. De acordo com ele, Wash serviu como um piloto durante a guerra, embora ele não tenha especificado de que lado. Entretanto, Tudyk acredita que sua nave foi abatida depois de um único vôo e ele foi colocado num acampamento de prisioneiros de guerra, onde passou o restante da guerra divertindo os prisioneiros com marionetes de sombra. O próprio Wash faz um referencia a marionetes de sombra no episódio de Firefly, "The Massage"

### Depois da guerra
Depois da guerra, Wash viajou a esmo, visitando mundos estranhos como, por exemplo, um planeta onde a principal forma de diversão era o malabarismo de gansos. Suas habilidades como piloto cresceram, e na época em que Wash conheceu Malcolm Reynolds, sua reputação havia crescido ao ponto de ser asseadiado por multiplos capitões em busca de um bom piloto (Mal diz a Zoe que Wash tinha uma lista de recomendações "tão grande quanto [sua] perna" quando Zoe expressou seu desgosto por Wash). Wash aceitou a oferta de Mal, e com o passar do tempo, se apaixonou e eventualmente se casou com a segunda em comando de Mal, Zoe. O par é especificamente irônico, dada a primeira impressão negativa de Zoe para com Wash, que foi de desgosto e desconfiança imediata (embora seja sugerido em "Out of Gas" que esse desgosto ocorra devido ao estranho bigode de Wash, que ele não tem mais). Os dois tem uma relação forte e excitante, apesar da desconfiança ocasional de Wash com a personalidade forte de sua mulher e sua tendência em assumir um papel mais agressivo, tradicionalmente do homem no casamento, uma preocupação resumida na forte lealdade e devoção a Mal.
Uma pessoa despreocupada com um senso de humor "seco" e ocasionalmente excêntrico, Wash tende a representar o pragmático, a opinião "curta e grossa" em qualquer debate da nave, e frequentemente serve como a influência apaziguadora em argumentos exaltados. Suas ações as vezes podem parecer covardes (ou pelo menos não heróicas), mas Wash já provou em muitas ocasiões, sua vontade e determinação de se colocar na frente do perigo ou de realizar ações violentas para protejer seus amigos em muitas  ocasiões. Sua lealdade para com os membros da tripulação é inabalável, como pode ser visto no episódio "War Stories", quando ele insiste em resgatar Mal das mãos do rei do crime Adelei Niska, apesar do sério conflito com Mal sobre Zoe e depois de ter sido severamente torturado por Niska ao ponto de mal conseguir ficar em pé.
Como um piloto, o estilo de Wash oscila entre quase pânico e uma calma quase zen. A atitude que ele transmite parece ser inversamente proporcional ao grau de perigo que ele acredita que a nave está em qualquer momento em particular, agindo como o mais calmo quando enfrentando o maior dos perigos. Seu mantra, o qual ele calmamente recita no filme Serenity durante uma situação altamente estressante — "Eu sou uma folha no vento, veja com eu vôo" — tornou-se uma citação bem popular entre fãs, embora Wash aparentemente não saiba o que a frase realmente significa. No comentário do DVD para o episódio "The Message", Alan Tudyk descreveu sua pilotagem durante a sequência de perseguição como sendo similar a Jerry Lewis.
como o "Wash mantém um coleção de dinossauros de brinquedos no cockpit da nave e brinca com ele durante períodos de ociosidade. Tudyk descreve WashXander espacial", referindo-se as similaridades do personagem com Xander Harris, personagem do programa Buffy the Vampire Slayer (também de Joss Whedon).
No filme de 2005 Serenity, Wash morre perto do fim do filme quando um arpão é lançado por uma nave Reaver o impalando e o matando instantaneamente. Seus amigos erguem um memorial para ele (não é claro se era uma tumba também) na lua do Mr. Universe. Parece que, de acordo com as imagens finais do filme, que River Tam toma a posição de piloto da nave (sobre a supervisão de Mal), pelo menos no início; como um tributo a Wash, sua coleção de dinossauros de brinquedo permanecem na estação do piloto na ponte.

## Nome
Não se sabe porque ele prefere ser chamado de Wash, ao invés de seu nome de nascimento, Hoban Washburne. Na novelização do filme Serenity, mostra Mal confrontando ele sobre essa questão durante a narrativa. Sua razão é simples: "por quê alguém iria se chamar de Hoban?".